# Impuls-Feuerlöschsystem

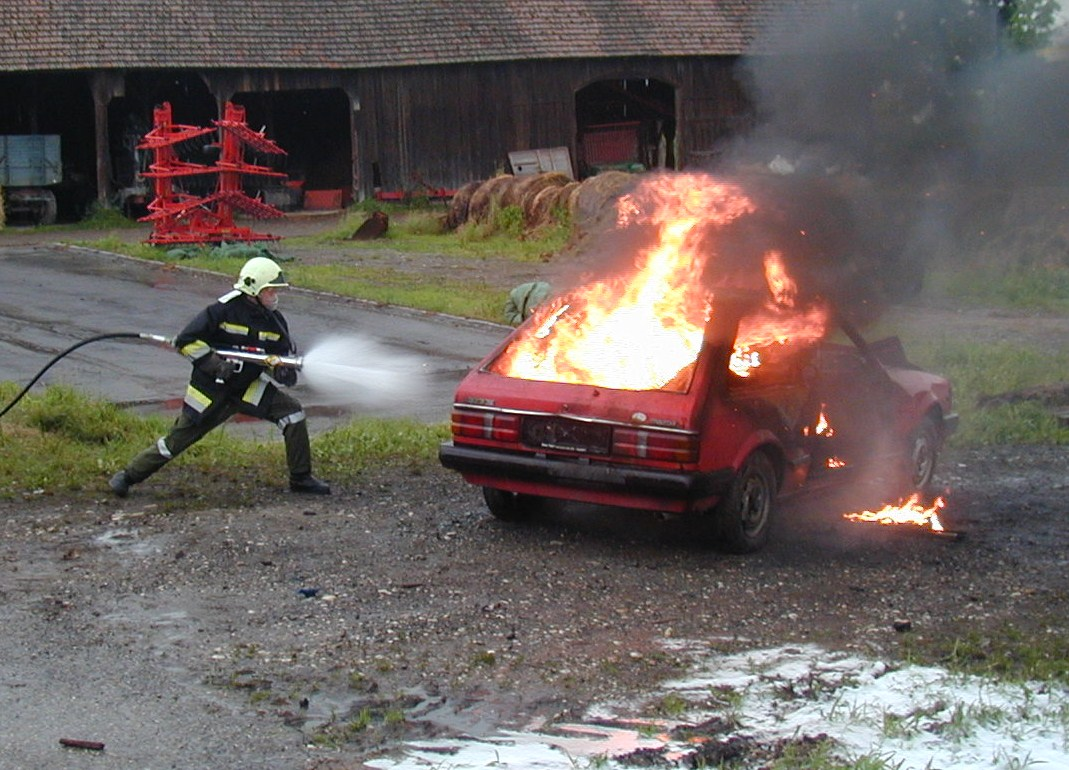
Brandbekämpfung mittels IFEX

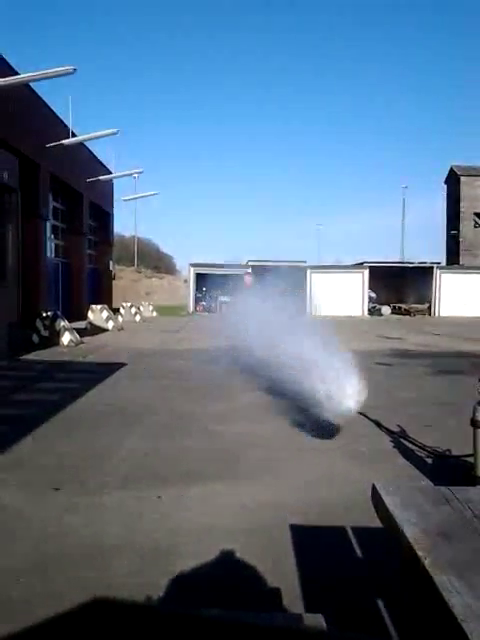
Schnappschuss eines mit der IFEX abgefeuerten Wasserstrahls

Ein Impuls-Feuerlöschsystem (englisch Impulse Fire Extinguishing System, abgekürzt IFEX) ist ein System zur Brandbekämpfung. Es dient dem Ablöschen von Klein- und Entstehungsbränden und enthält Löschmittel, das durch gespeicherten oder bei Inbetriebnahme erzeugten Druck ausgestoßen wird. Das Wasser wird nicht wie üblich als Strahl ins Feuer gebracht, sondern als feiner Wassernebel.
Tragbare Systeme werden vornehmlich in der Schifffahrt eingesetzt.

## Funktion
Das Wasser wird in einen Stahlzylinder gefüllt und mit 25 bar Luftdruck durch vier Gummilippen auf der Vorderseite des Zylinders geschossen. Der Schuss erreicht dadurch eine Geschwindigkeit von etwa 400 km/h, maximal 720 km/h. Durch die Beschleunigung und die Gummilippen wird das Wasser regelrecht zerrissen.
Bei der Entladung bildet sich eine feintröpfige Wasserwolke, die den Brand durch ein sehr großes Volumen vernebelt. Außerdem werden durch den Druck die Flammen bei Entstehungsbränden regelrecht ausgeblasen (ähnlich beim Ausblasen einer Kerze). Durch den geringen Wassereinsatz wird der Wasserschaden bei Zimmerbränden gering gehalten und etwa bei einem Fahrzeugbrand werden wesentlich weniger belastete Abwässer in die Kanalisation oder Umwelt geleitet.
Die Entladung erfolgt über die Impulspistole. Pro Schuss wird dabei bis zu 1 Liter Wasser in einer riesigen Menge feinster Tröpfchen (ca. ein zehntausendstel Millimeter groß) vernebelt.

## Anwendungsgebiete
Das System eignet sich besonders zur Bekämpfung von Entstehungsbränden in Wohnungen, da nur sehr geringe Wassermengen eingesetzt werden. Des Weiteren eignet es sich auch zur Bekämpfung von Fahrzeugbränden.
Systeme gibt es trag- und fahrbar, für Fahrzeugmontage, zur Montage unter Hubschraubern, in Tunnel oder auch stationär.

## Vor- und Nachteil
Der Vorteil gegenüber normal gebräuchlichen Feuerlöschern ist, dass mit großer Kühloberfläche viel Feuerhitze abtransportiert wird.
Die Nachteile des Systems sind das relativ hohe Gewicht und die Tatsache, dass immer Leitungen zur Wasserversorgung und Druckluftversorgung benötigt werden (außer bei der tragbaren Version), die nicht beliebig verlängert werden können. Beim Ablöschen von brennenden Personen besteht die Gefahr, dass durch den hohen Druck die Brandverletzungen noch größer werden oder Augenverletzungen möglich sind. Außerdem ist die Belastung für die Feuerwehrleute punktuell wesentlich höher und führt nach dem Einsatz im Regelfall zu Muskelkater mit Gelenkschmerzen.
Außerdem bietet die geringe Wasserleistung des Gerätes dem Benutzer vor allem im Innenangriff kaum Schutz vor Rauchgasdurchzündungen oder Ähnlichem.